# Prosper Karangwa
Prosper Karangwa, né le 15 mai 1978 à Bujumbura (Burundi), est un joueur et dirigeant rwando-canado-burundais de basket-ball. Il mesure 2,01 m.

## Biographie
Ses origines canadiennes lui confèrent la double nationalité et lui octroient le droit de jouer avec la sélection nationale canadienne.
Le 7 février 2008, lors du 1er 1/4 de finale de la Semaine des As 2008 à Toulon entre Le Mans Sarthe Basket et la Jeanne d’Arc de Vichy Val d’Allier Auvergne Basket, Prosper Karangwa marque un panier en tirant à genoux.[réf. nécessaire]
Après sa carrière de joueur, Karangwa devient scout de 2010 à 2012. Il travaille ensuite comme dirigeant, d'abord pour le Magic d'Orlando, équipe de NBA, de 2012 à 2020. En octobre 2020, il est recruté par les 76ers de Philadelphie (NBA). Il occupe un poste de vice-président. En octobre 2021, il est nommé general manager (GM) des Blue Coats du Delaware, équipe de NBA G-League affiliée aux 76ers. Les Blue Coats remportent le championnat de G-League en 2023. En novembre 2023, il est promu dans l'encadrement des 76ers et remplacé au poste de GM des Blue Coats par Jameer Nelson.

## Clubs
- 2006 - 2007 : Vichy (Pro B)
- Juin 2007 - Décembre 2007 : Besançon (Pro B)
- Décembre 2007 - 2008 : Vichy (Pro A)
- 2008 - 2010 : Paris-Levallois (Pro B puis Pro A)

## Palmarès
- Champion de France Pro B en 2007 et 2009

- Finaliste semaine des As 2008